# Indigofera bongardiana
Indigofera bongardiana là một loài thực vật có hoa trong họ Đậu. Loài này được (Kuntze) Burkart miêu tả khoa học đầu tiên.